# Lille sjön, Västergötland
Lille sjön är en sjö i Borås kommun i Västergötland och ingår i Rolfsåns huvudavrinningsområde.